# Губін Євген Іванович
Євген Іванович Губін (25 лютого 1923 — 5 березня 1991) — старший льотчик 218-го штурмового авіаційного полку 299-ї штурмової авіаційної дивізії 16-ї повітряної армії 1-го Білоруського фронту, лейтенант. Учасник Другої світової війни. Герой Радянського Союзу.

## Біографія
Народився 25 лютого 1923 року в селищі Тірлян Бєлорєцького району Башкирської АРСР в сім'ї робітника. Росіянин.
Закінчив 8 класів, Бєлорєцький аероклуб, Свердловську авіаційну школу пілотів у 1942.
У Червоній Армії з квітня 1941 року, покликаний Бєлорєцьким райвійськкоматом Башкирської АРСР. В 1942 році закінчив Свердловську військову авіаційну школу пілотів. У боях Другої світової війни з 26 січня 1943 року. Член ВКП(б)/КПРС з 1944 року.
Старший льотчик штурмового авіаполку лейтенант Губін Є.І. за період з 26 січня 1943 року по лютий 1944 року здійснив 82 бойових вильотів, знищив 54 автомашини, 5 танків, 4 гармати польової артилерії, 29 зенітних точок, 1 склад з боєприпасами, 18 возів, 5 кулеметних точок, 2 літаки і до 350 солдатів і офіцерів противника.
Після війни продовжував службу у ВПС СРСР. У 1948 році закінчив Тамбовські вищі авіаційні курси сліпої і нічної підготовки льотчиків, а в 1955 році — Центральні льотно-тактичні курси удосконалення офіцерського складу.
З 1958 року підполковник Губін Є.І. — в запасі. Жив і працював в місті Куйбишеві (нині Самара) інженером з устаткування тресту «Волгоэнергомонтаж».
Помер 5 березня 1991 року.
Почесний громадянин міста Бєлорєцька.

## Нагороди
- Указом Президії Верховної Ради СРСР від 1 липня 1944 року за зразкове виконання бойових завдань командування і проявлені мужність і героїзм у боях з німецько-фашистськими загарбниками лейтенанту Губіну Євгену Івановичу присвоєно звання Героя Радянського Союзу з врученням ордена Леніна і медалі «Золота Зірка» (№ 3949).
- Також нагороджений трьома орденами Червоного Прапора, двома орденами Вітчизняної війни I-го ступеня, двома орденами Червоної Зірки, медалями, іноземним орденом.